# Fußball-Europameisterschaft der Frauen 2013/Gruppe B
Dieser Artikel umfasst die Spiele der Vorrundengruppe B der Fußball-Europameisterschaft der Frauen 2013 mit allen statistischen Details.
| Pl. | Land        | Sp. | S | U | N | Tore    | Diff. | Punkte |
| --- | ----------- | --- | - | - | - | ------- | ----- | ------ |
| 1.  | Norwegen    | 3   | 2 | 1 | 0 | 003:100 | +2    | 07     |
| 2.  | Deutschland | 3   | 1 | 1 | 1 | 003:100 | +2    | 04     |
| 3.  | Island      | 3   | 1 | 1 | 1 | 002:400 | −2    | 04     |
| 4.  | Niederlande | 3   | 0 | 1 | 2 | 000:200 | −2    | 01     |

## Norwegen – Island 1:1 (1:0)
| Norwegen                                            | Norwegen | Island | Island | Aufstellung                       |
| --------------------------------------------------- | --- | --- | ------ | --------------------------------- |
| Norwegen                                            | \| 11. Juli 2013 um 18:00 Uhr in Kalmar (Kalmar Arena) \| \| Zuschauer: 3.867 \| \| Schiedsrichterin: Katalin Kulcsár ( Ungarn) \| \| Spielbericht \| | \| 11. Juli 2013 um 18:00 Uhr in Kalmar (Kalmar Arena) \| \| Zuschauer: 3.867 \| \| Schiedsrichterin: Katalin Kulcsár ( Ungarn) \| \| Spielbericht \| | Island | Aufstellung Norwegen gegen Island |
| Norwegen                                            | Ingrid Hjelmseth – Toril Hetland Akerhaugen, Marit Christensen, Trine Rønning, Maren Mjelde – Ingvild Stensland (75. Lene Mykjåland), Ingvild Isaksen, Solveig Gulbrandsen – Kristine Wigdahl Hegland, Ada Hegerberg (75. Elise Thorsnes), Caroline Graham Hansen (85. Leni Larsen Kaurin) Cheftrainer: Even Pellerud | Guðbjörg Gunnarsdóttir – Hallbera Guðný Gísladóttir, Katrín Jónsdóttir , Sif Atladóttir (63. Glódís Viggósdóttir), Dóra María Lárusdóttir – Hólmfríður Magnúsdóttir, Sara Björk Gunnarsdóttir, Dagný Brynjarsdóttir (83. Katrín Ómarsdóttir), Fanndís Friðriksdóttir (63. Harpa Þorsteinsdóttir) – Margrét Lára Viðarsdóttir, Rakel Hönnudóttir Cheftrainer: Sigurður Eyjólfsson | Island | Aufstellung Norwegen gegen Island |
| Norwegen                                            | 1:0 Hegland (26.) | 1:1 Viðarsdóttir (87., Foulelfmeter) | Island | Aufstellung Norwegen gegen Island |
| Norwegen                                            | Christensen (86.) | Magnúsdóttir (34.) | Island | Aufstellung Norwegen gegen Island |
| Norwegen                                            | Spieler des Spiels: Sara Björk Gunnarsdóttir | | Island | Aufstellung Norwegen gegen Island |
| 11. Juli 2013 um 18:00 Uhr in Kalmar (Kalmar Arena) | | |        |                                   |
| Zuschauer: 3.867                                    | | |        |                                   |
| Schiedsrichterin: Katalin Kulcsár ( Ungarn)         | | |        |                                   |
| Spielbericht                                        | | |        |                                   |

## Deutschland – Niederlande 0:0
| Deutschland                                            | Deutschland | Niederlande | Niederlande | Aufstellung                               |
| ------------------------------------------------------ | --- | --- | ----------- | ----------------------------------------- |
| Deutschland                                            | \| 11. Juli 2013 um 20:30 Uhr in Växjö (Myresjöhus Arena) \| \| Zuschauer: 8.861 \| \| Schiedsrichterin: Silvia Spinelli ( Italien) \| \| Spielbericht \|                                                                                                   | \| 11. Juli 2013 um 20:30 Uhr in Växjö (Myresjöhus Arena) \| \| Zuschauer: 8.861 \| \| Schiedsrichterin: Silvia Spinelli ( Italien) \| \| Spielbericht \|                                                                     | Niederlande | Aufstellung Deutschland gegen Niederlande |
| Deutschland                                            | Nadine Angerer – Leonie Maier, Saskia Bartusiak, Annike Krahn, Jennifer Cramer – Lena Goeßling, Nadine Keßler (46. Simone Laudehr) – Dzsenifer Marozsán, Anja Mittag, Lena Lotzen (73. Melanie Leupolz) – Célia Okoyino da Mbabi Cheftrainerin: Silvia Neid | Loes Geurts – Dyanne Bito, Daphne Koster , Anouk Hoogendijk, Claudia van den Heiligenberg – Sherida Spitse, Renée Slegers – Lieke Martens, Daniëlle van de Donk, Kirsten van de Ven – Manon Melis Cheftrainer: Roger Reijners | Niederlande | Aufstellung Deutschland gegen Niederlande |
| Deutschland                                            | Maier (15.), Keßler (36.), Cramer (73.) | Bito (87.) | Niederlande | Aufstellung Deutschland gegen Niederlande |
| Deutschland                                            | Spieler des Spiels: Lieke Martens | | Niederlande | Aufstellung Deutschland gegen Niederlande |
| 11. Juli 2013 um 20:30 Uhr in Växjö (Myresjöhus Arena) | | |             |                                           |
| Zuschauer: 8.861                                       | | |             |                                           |
| Schiedsrichterin: Silvia Spinelli ( Italien)           | | |             |                                           |
| Spielbericht                                           | | |             |                                           |

## Norwegen – Niederlande 1:0 (0:0)
| Norwegen                                            | Norwegen | Niederlande | Niederlande | Aufstellung                            |
| --------------------------------------------------- | --- | --- | ----------- | -------------------------------------- |
| Norwegen                                            | \| 14. Juli 2013 um 18:00 Uhr in Kalmar (Kalmar Arena) \| \| Zuschauer: 4.256 \| \| Schiedsrichterin: Teodora Albon ( Rumänien) \| \| Spielbericht \| | \| 14. Juli 2013 um 18:00 Uhr in Kalmar (Kalmar Arena) \| \| Zuschauer: 4.256 \| \| Schiedsrichterin: Teodora Albon ( Rumänien) \| \| Spielbericht \| | Niederlande | Aufstellung Norwegen gegen Niederlande |
| Norwegen                                            | Ingrid Hjelmseth – Toril Hetland Akerhaugen, Marit Fiane Christensen, Kristine Wigdahl Hegland, Maren Mjelde, Trine Rønning – Solveig Gulbrandsen (72. Cathrine Høegh Dekkerhus), Ingvild Landvik Isaksen, Ingvild Stensland – Ada Hegerberg (72. Melissa Bjånesøy), Caroline Graham Hansen (79. Elise Thorsnes) Cheftrainer: Even Pellerud | Loes Geurts – Dyanne Bito, Daphne Koster , Claudia van den Heiligenberg (60. Siri Worm) – Daniëlle van de Donk (77. Mandy Versteegt), Anouk Hoogendijk, Lieke Martens, Renée Slegers, Sherida Spitse (86. Anouk Dekker), Kirsten van de Ven – Manon Melis Cheftrainer: Roger Reijners | Niederlande | Aufstellung Norwegen gegen Niederlande |
| Norwegen                                            | 1:0 Gulbrandsen (54.) | | Niederlande | Aufstellung Norwegen gegen Niederlande |
| Norwegen                                            | Spieler des Spiels: Marit Christensen | | Niederlande | Aufstellung Norwegen gegen Niederlande |
| 14. Juli 2013 um 18:00 Uhr in Kalmar (Kalmar Arena) | | |             |                                        |
| Zuschauer: 4.256                                    | | |             |                                        |
| Schiedsrichterin: Teodora Albon ( Rumänien)         | | |             |                                        |
| Spielbericht                                        | | |             |                                        |

## Island – Deutschland 0:3 (0:1)
| Island                                                 | Island | Deutschland | Deutschland | Aufstellung                          |
| ------------------------------------------------------ | --- | --- | ----------- | ------------------------------------ |
| Island                                                 | \| 14. Juli 2013 um 20:30 Uhr in Växjö (Myresjöhus Arena) \| \| Zuschauer: 4.620 \| \| Schiedsrichterin: Kirsi Heikkinen ( Finnland) \| \| Spielbericht \| | \| 14. Juli 2013 um 20:30 Uhr in Växjö (Myresjöhus Arena) \| \| Zuschauer: 4.620 \| \| Schiedsrichterin: Kirsi Heikkinen ( Finnland) \| \| Spielbericht \| | Deutschland | Aufstellung Island gegen Deutschland |
| Island                                                 | Guðbjörg Gunnarsdóttir – Katrín Jónsdóttir , Hallbera Guðný Gísladóttir, Glódís Viggósdóttir – Dóra María Lárusdóttir, Sara Björk Gunnarsdóttir (60. Ólína Guðbjörg Viðarsdóttir), Dagný Brynjarsdóttir (46. Katrín Ómarsdóttir (70. Guðný Björk Óðinsdóttir)) – Margrét Lára Viðarsdóttir, Hólmfríður Magnúsdóttir, Rakel Hönnudóttir, Harpa Þorsteinsdóttir Cheftrainer: Sigurður Eyjólfsson | Nadine Angerer – Leonie Maier, Saskia Bartusiak, Annike Krahn, Jennifer Cramer – Lena Goeßling (70. Simone Laudehr), Nadine Keßler – Melanie Leupolz, Lena Lotzen (64. Fatmire Bajramaj), Dzsenifer Marozsán (74. Anja Mittag) – Célia Okoyino da Mbabi Cheftrainerin: Silvia Neid | Deutschland | Aufstellung Island gegen Deutschland |
| Island                                                 | 0:1 Lotzen (24.) 0:2 Okoyino da Mbabi (55.) 0:3 Okoyino da Mbabi (84.) | | Deutschland | Aufstellung Island gegen Deutschland |
| Island                                                 | Jónsdóttir (72.) | Cramer (53.) | Deutschland | Aufstellung Island gegen Deutschland |
| Island                                                 | Spieler des Spiels: Célia Okoyino da Mbabi | | Deutschland | Aufstellung Island gegen Deutschland |
| 14. Juli 2013 um 20:30 Uhr in Växjö (Myresjöhus Arena) | | |             |                                      |
| Zuschauer: 4.620                                       | | |             |                                      |
| Schiedsrichterin: Kirsi Heikkinen ( Finnland)          | | |             |                                      |
| Spielbericht                                           | | |             |                                      |

## Niederlande – Island 0:1 (0:1)
| Niederlande                                            | Niederlande | Island | Island | Aufstellung                          |
| ------------------------------------------------------ | --- | --- | ------ | ------------------------------------ |
| Niederlande                                            | \| 17. Juli 2013 um 18:00 Uhr in Växjö (Myresjöhus Arena) \| \| Zuschauer: 3.406 \| \| Schiedsrichterin: Cristina Dorcioman ( Rumänien) \| \| Spielbericht \| | \| 17. Juli 2013 um 18:00 Uhr in Växjö (Myresjöhus Arena) \| \| Zuschauer: 3.406 \| \| Schiedsrichterin: Cristina Dorcioman ( Rumänien) \| \| Spielbericht \| | Island | Aufstellung Niederlande gegen Island |
| Niederlande                                            | Loes Geurts – Dyanne Bito, Daphne Koster – Daniëlle van de Donk, Anouk Hoogendijk, Lieke Martens, Renée Slegers (46. Anouk Dekker), Sherida Spitse, Kirsten van de Ven (77. Sylvia Smit) – Claudia van den Heiligenberg, Manon Melis Cheftrainer: Roger Reijners | Guðbjörg Gunnarsdóttir – Katrín Jónsdóttir , Sif Atladóttir, Hallbera Guðný Gísladóttir – Dóra María Lárusdóttir, Sara Björk Gunnarsdóttir, Dagný Brynjarsdóttir – Hólmfríður Magnúsdóttir, Rakel Hönnudóttir, Fanndís Friðriksdóttir (86. Ólína Guðbjörg Viðarsdóttir), Margrét Lára Viðarsdóttir (62. Harpa Þorsteinsdóttir) Cheftrainer: Sigurður Eyjólfsson | Island | Aufstellung Niederlande gegen Island |
| Niederlande                                            | 0:1 Brynjarsdóttir (30.) | | Island | Aufstellung Niederlande gegen Island |
| Niederlande                                            | Koster (16.), Slegers (28.) | Magnúsdóttir (90.+2′) | Island | Aufstellung Niederlande gegen Island |
| Niederlande                                            | Spieler des Spiels: Dagný Brynjarsdóttir | | Island | Aufstellung Niederlande gegen Island |
| 17. Juli 2013 um 18:00 Uhr in Växjö (Myresjöhus Arena) | | |        |                                      |
| Zuschauer: 3.406                                       | | |        |                                      |
| Schiedsrichterin: Cristina Dorcioman ( Rumänien)       | | |        |                                      |
| Spielbericht                                           | | |        |                                      |

## Deutschland – Norwegen 0:1 (0:1)
| Deutschland                                         | Deutschland | Norwegen | Norwegen | Aufstellung                            |
| --------------------------------------------------- | --- | --- | -------- | -------------------------------------- |
| Deutschland                                         | \| 17. Juli 2013 um 18:00 Uhr in Kalmar (Kalmar Arena) \| \| Zuschauer: 10.346 \| \| Schiedsrichterin: Esther Staubli ( Schweiz) \| \| Spielbericht \| | \| 17. Juli 2013 um 18:00 Uhr in Kalmar (Kalmar Arena) \| \| Zuschauer: 10.346 \| \| Schiedsrichterin: Esther Staubli ( Schweiz) \| \| Spielbericht \| | Norwegen | Aufstellung Deutschland gegen Norwegen |
| Deutschland                                         | Nadine Angerer – Leonie Maier, Saskia Bartusiak, Annike Krahn, Luisa Wensing – Nadine Keßler, Simone Laudehr (66. Melanie Behringer) – Melanie Leupolz (66. Anja Mittag), Lena Lotzen (79. Sara Däbritz), Dzsenifer Marozsán – Célia Okoyino da Mbabi Cheftrainerin: Silvia Neid | Ingrid Hjelmseth – Toril Hetland Akerhaugen, Nora Holstad Berge, Marit Fiane Christensen, Marita Skammelsrud Lund, Maren Mjelde – Cathrine Høegh Dekkerhus, Gry Tofte Ims (58. Solveig Gulbrandsen), Ingvild Landvik Isaksen, Emilie Bosshard Haavi (72. Ingvild Stensland), Ada Hegerberg, Elise Thorsnes (58. Caroline Graham Hansen) Cheftrainer: Even Pellerud | Norwegen | Aufstellung Deutschland gegen Norwegen |
| Deutschland                                         | 0:1 Isaksen (45.+1′) | | Norwegen | Aufstellung Deutschland gegen Norwegen |
| Deutschland                                         | Tofte Ims (31.) | | Norwegen | Aufstellung Deutschland gegen Norwegen |
| Deutschland                                         | Spieler des Spiels: Maren Mjelde | | Norwegen | Aufstellung Deutschland gegen Norwegen |
| 17. Juli 2013 um 18:00 Uhr in Kalmar (Kalmar Arena) | | |          |                                        |
| Zuschauer: 10.346                                   | | |          |                                        |
| Schiedsrichterin: Esther Staubli ( Schweiz)         | | |          |                                        |
| Spielbericht                                        | | |          |                                        |